# Усть-Пожва (Добрянский район)
Усть-Пожва — опустевшая деревня в Добрянском районе Пермского края России. Входит в состав Перемского сельского поселения.

## Географическое положение
Деревня расположена у реки Пожва, вблизи места ее впадения (устья) в реку Косьва. В 200 метрах к востоку стоит деревня Софронята.

## Население
| 2010 |
| ---- |
| 0    |

## Инфраструктура
Подсобное личное хозяйство.

## Транспорт
Просёлочная дорога от деревни Софронята.

## Топографические карты
- Лист карты O-40-42 Чёлва. Масштаб: 1 : 100 000. Состояние местности на 1982 год. Издание 1988 г.